# Cryptogramma gorovoii
Cryptogramma gorovoii là một loài dương xỉ trong họ Pteridaceae. Loài này được Vaganov & Shmakov mô tả khoa học đầu tiên năm 2007.
Danh pháp khoa học của loài này chưa được làm sáng tỏ. 